# Мак-Доналдсвилл (тауншип, Миннесота)
Мак-Доналдсвилл (англ. McDonaldsville) — тауншип в округе Норман, Миннесота, США. На 2000 год его население составило 186 человек.

## География
По данным Бюро переписи населения США площадь тауншипа составляет 90,2 км², из которых 90,2 км² занимает суша, водоёмов нет.

## Демография
По данным переписи населения 2000 года здесь находились 186 человек, 68 домохозяйств и 60 семей.  Плотность населения —  2,1 чел./км².  На территории тауншипа расположена 81 постройка со средней плотностью 0,9 построек на один квадратный километр. Расовый состав населения: 99,46 % белых и 0,54 % приходится на две или более других рас.
Из 68 домохозяйств в 33,8 % воспитывались дети до 18 лет, в 83,8 % проживали супружеские пары, в 4,4 % проживали незамужние женщины и в 10,3 % домохозяйств проживали несемейные люди. 10,3 % домохозяйств состояли из одного человека, при том 2,9 % из — одиноких пожилых людей старше 65 лет. Средний размер домохозяйства — 2,74, а семьи — 2,93 человека.
25,3 % населения — младше 18 лет, 5,9 % — в возрасте от 18 до 24 лет, 22,0 % — от 25 до 44, 29,6 % — от 45 до 64, и 17,2 % — старше 65 лет. Средний возраст — 43 года. На каждые 100 женщин приходилось 113,8 мужчин.  На каждые 100 женщин старше 18 приходилось 107,5 мужчин.
Средний годовой доход домохозяйства составлял 48 333 доллара, а средний годовой доход семьи —  48 333 доллара. Средний доход мужчин —  27 292  доллара, в то время как у женщин — 30 536. Доход на душу населения составил 16 739 долларов. За чертой бедности находились 6,3 % семей и 6,8 % всего населения тауншипа, из которых 6,3 % старше 65 лет.